# Elecciones presidenciales de Estados Unidos de 1848
Las elecciones presidenciales de Estados Unidos de 1848, fueron unas elecciones muy abiertas. El presidente James Polk, que prácticamente había cumplido con todos sus objetivos en un mandato, y con un estado de salud muy delicado que acabaría con su vida antes de cuatro meses después de abandonar la presidencia, cumplió su promesa de no presentarse a la reelección.
Los Whig habían centrado todas sus energías entre 1846 y 1847 en condenar las políticas de guerra de Polk. En febrero de 1848, Polk sorprendió con el tratado de Guadalupe Hidalgo, que ponía fin a la guerra, y otorgaba a Estados Unidos nuevos territorios que comprendían California, la mayor parte de Arizona y Nuevo México. Los Whig votaron 2-1 para aprobar el tratado. Entonces, aquel verano, los Whig, designaron al héroe de guerra, Zachary Taylor como candidato a la presidencia. Prometió el no a más futuras guerras, pero no condenó ni criticó a Polk. Pusieron un nuevo rumbo y fijaron su atención a la nueva aplicación de si la esclavitud se podría prohibir en los nuevos territorios.
Los demócratas, estaban avalados por su parte por un amplio expediente de victorias, de paz y prosperidad, y por la adquisición de Oregón y de la parte sudoeste.

## Candidatos

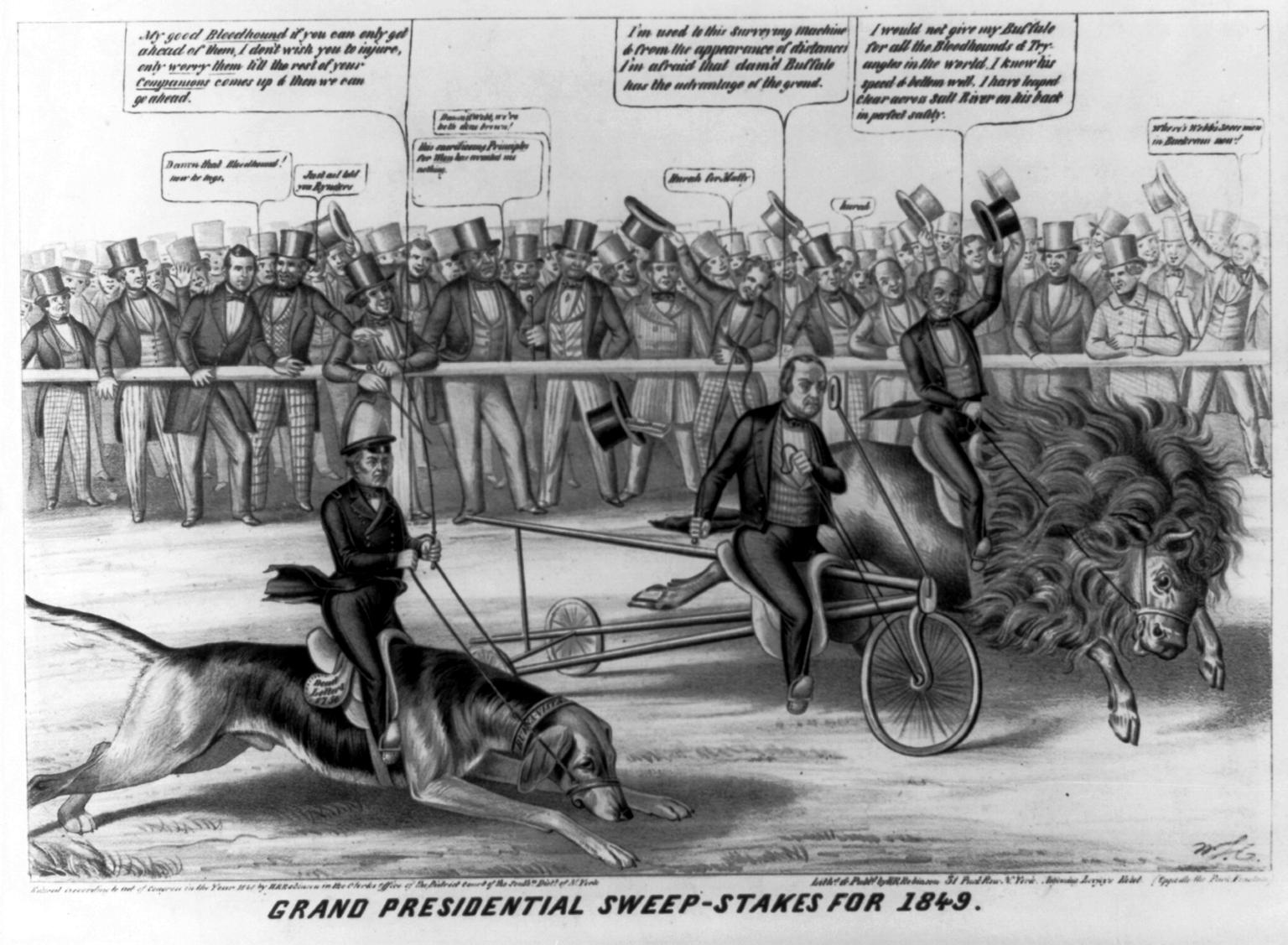
Imagen de los tres candidatos principales.

### Partido Whig

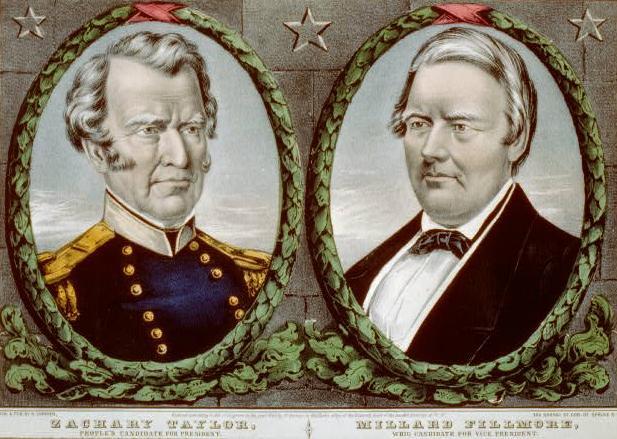
Taylor/Fillmore.

El general de la Intervención estadounidense en México Zachary Taylor, de Luisiana, venía avalado por sus éxitos en el campo de batalla, pero nunca se había presentado a unas elecciones. Taylor se declaró en última instancia un Whig, y fue elegido fácilmente recibiendo 171 votos frente a otros candidatos como Henry Clay, Winfield Scott, Daniel Webster y otros. Millard Fillmore recibió el nombramiento del partido como presidente.

### Partido Demócrata
Los demócratas eligieron a Lewis Cass, que había sido Gobernador y Senador de Míchigan, así como Secretario de la Guerra de Andrew Jackson, y entre 1836 y 1842, embajador de Francia. El general William Orlando Butler, fue designado para acompañar a Cass, obteniendo 169 votos, derrotando a otros cinco candidatos, incluyendo al futuro vicepresidente William Rufus DeVane King y al futuro presidente Confederado Jefferson Davis. Los demócratas seguían sin pronunciarse en cuanto a la esclavitud, y con Cash, sospechoso de ser favorable a la esclavitud, muchos antiesclavistas demócratas comenzaron una nueva andadura en el "Free Soil party" (Partido del Suelo Libre).

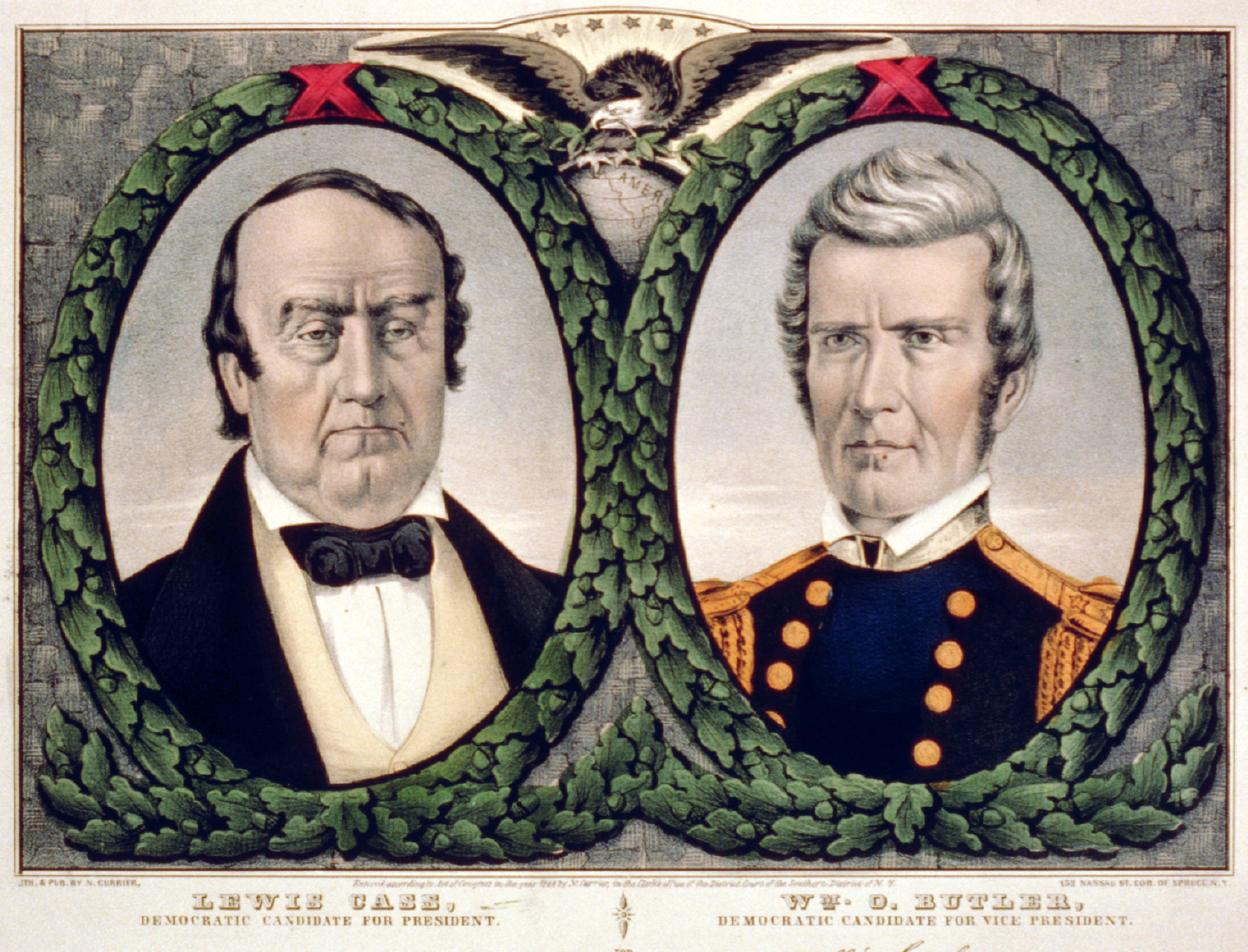
Cass/Butler.

### Free Soil Party

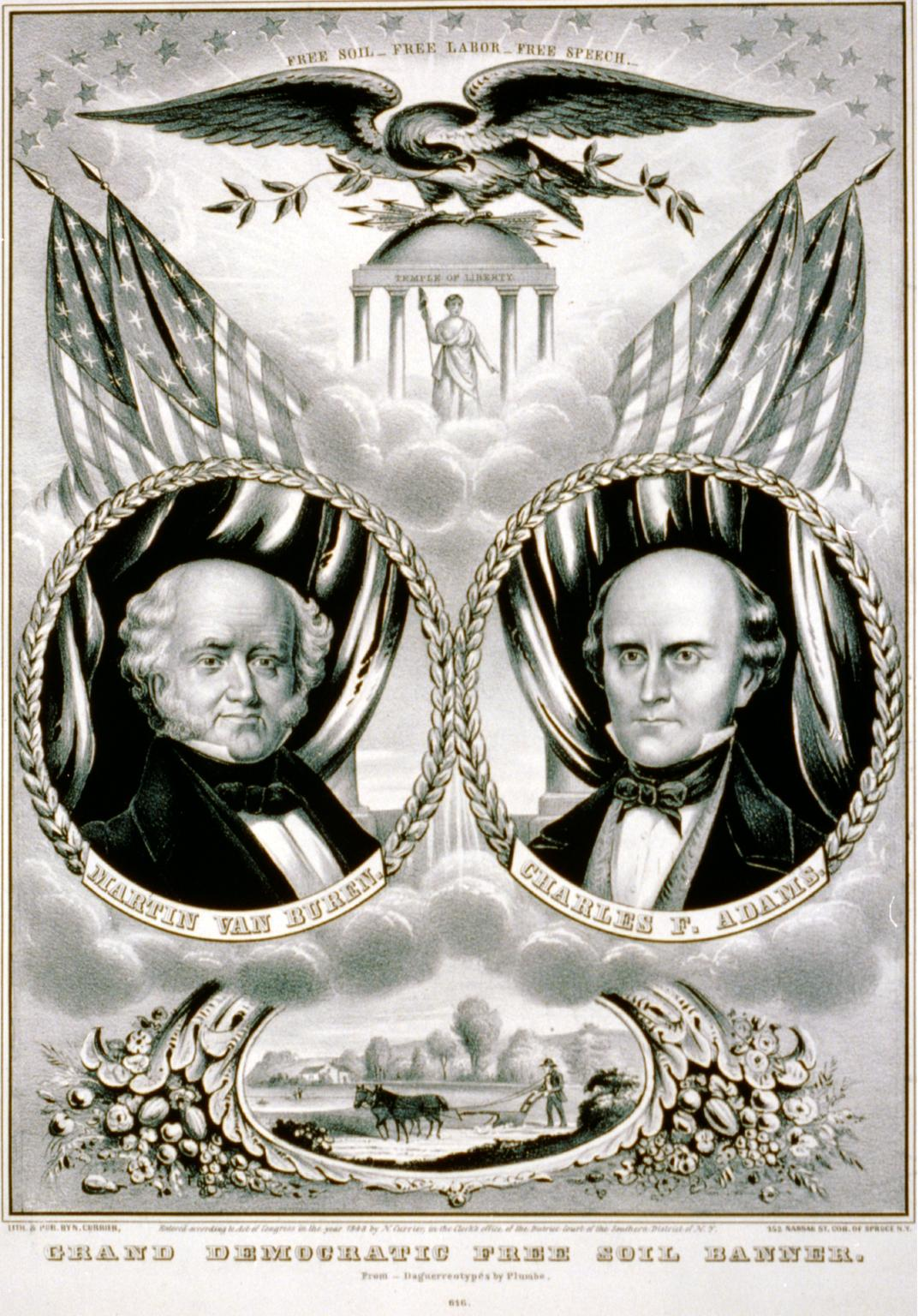
Van Buren/Adams.

El tercer partido, el Free Soil Party, fue creado para las elecciones de 1848, oponiéndose a la extensión de la esclavitud en los territorios occidentales y estuvo conducido por Salmon P. Chase y John P. Hale. El expresidente Martin Van Buren, derrotó a John Parker Hale por 154 a 129 en su pugna por la candidatura, y Charles Francis Adams fue elegido candidato a la vicepresidencia.

## Resultados
Los resultados alzaron a Zachary Taylor a la presidencia con 163 votos electorales; seguido de Lewis Cass, que obtuvo 127. Martin Van Buren, en su nuevo partido, no obtuvo representación.
- Datos: Q698769
- Multimedia: United States presidential election, 1848 / Q698769